# Euraziatische waterschildpadden

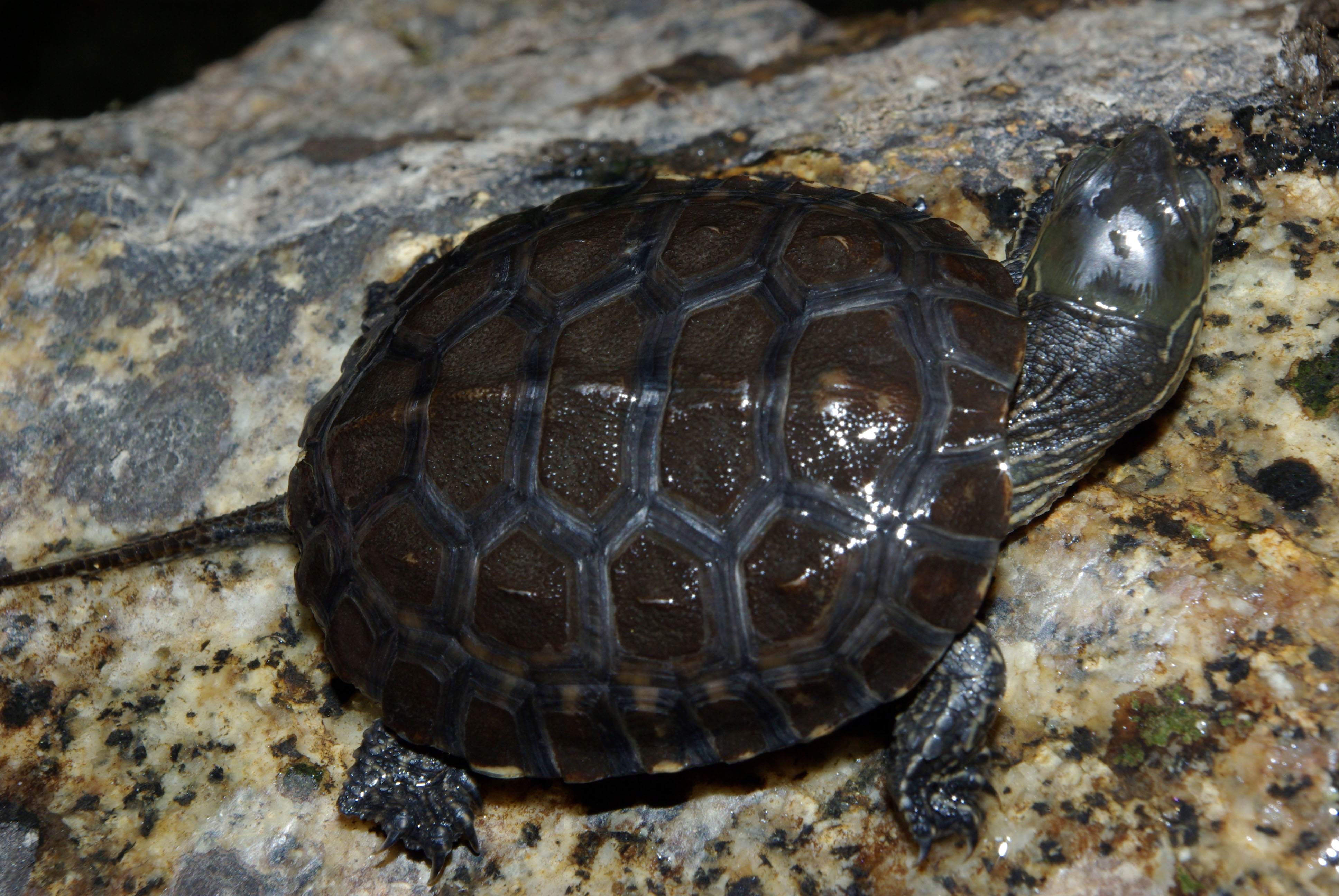
Mauremys leprosa

Euraziatische waterschildpadden (Mauremys) zijn een geslacht van schildpadden uit de familie Geoemydidae. De groep werd voor het eerst wetenschappelijk beschreven door Ferdinand August Maria Franz von Ritgen in 1828.

## Verspreiding en leefgebied
Er zijn negen verschillende soorten die oorspronkelijk uit Azië komen. De schildpadden leven in China, Japan en Vietnam, enkele soorten hebben zich verspreidt tot het Midden-Oosten en in Europa van de Balkan (Kaspische beekschildpad) tot in Spanje en Portugal (Moorse beekschildpad).

## Taxonomie
Geslacht Mauremys
- Soort Annam-waterschildpad (Mauremys annamensis)
- Soort Kaspische beekschildpad (Mauremys caspica)
- Soort Japanse waterschildpad (Mauremys japonica)
- Soort Moorse beekschildpad (Mauremys leprosa)
- Soort Driekielwaterschildpad (Mauremys mutica)
- Soort Kwantung rivierschildpad (Mauremys nigricans)
- Soort Chinese driekielschildpad (Mauremys reevesii)
- Soort Balkanbeekschildpad (Mauremys rivulata)
- Soort Chinese streepschildpad (Mauremys sinensis)